# Линкон Бароуз
Линкон Бароуз (енгл. Lincoln Burrows) измишљени је лик из америчке ТВ серије Бекство из затвора. Његов лик тумачи Доминик Персел. 
Бароуз се у серији први пут појављује у првој епизоди.
Линкон Бароуз је напустио средњу школу и одмах упао у проблеме са законом. Пре него што је доспео у „Фокс ривер стејт“, био је осуђен на два месеца затвора због крађе, три месеца због уништавања имовине, на шест месеци због напада, шест месеци због поседовања дроге и поново због напада на десет месеци. Бароуз се изјаснио да није крив и оптужен је по свим тачкама оптужнице за убиство Теренса Стедмана, брата потпредседнице САД Каролајн Ренолдс.
Та дјела је вршио из финансијских разлога, пошто је новчаним позајмицама плаћао братово школовање.